# Selección de baloncesto de Polonia
La selección de baloncesto de Polonia (en polaco: Reprezentacja Polski w koszykówce) es el equipo formado por jugadores de nacionalidad polaca que representa a la Asociación de Baloncesto de Polonia en las competiciones internacionales organizadas por la Federación Internacional de Baloncesto (FIBA) o el Comité Olímpico Internacional (COI): los Juegos Olímpicos, la Copa Mundial de Baloncesto y el EuroBasket.
Polonia ha competido en el EuroBasket en 29 ocasiones, siendo su mejor actuación en el torneo en 1963, como anfitriona, terminando en segundo lugar. Polonia ha competido seis veces en los Juegos Olímpicos y su mejor resultado fue el cuarto puesto en la primera edición del evento en 1936. Polonia también ha hecho dos apariciones en la Copa Mundial FIBA, la primera en 1967 y la segunda 52 años después, en 2019.

## Historia

### Juegos Olímpicos de 1936
Los Juegos Olímpicos de Berlín 1936 fueron el primer torneo en el que participó Polonia. Finalmente, lograron un impresionante cuarto lugar en el evento, en el entonces torneo de 23 equipos.

### EuroBasket 1937
El EuroBasket de 1937 en Riga marcó la primera aparición del equipo nacional en el Campeonato Europeo de Baloncesto. En la ronda preliminar los polacos perdieron su primer partido ante Francia, pero se recuperaron con victorias contra Letonia y Checoslovaquia. Terminaron con un récord de 2-1 y avanzaron a las semifinales, donde jugaron contra Lituania. Allí fueron derrotados por el eventual campeón equipo lituano 31-25, relegándolos al partido por la medalla de bronce. Por el bronce, el equipo volvió a ser derrotado por Francia y puso fin a su primera racha en el EuroBasket.

### EuroBasket 1939
Dos años más tarde, en el EuroBasket de 1939 en Kaunas, el formato de competición era un todos contra todos sin playoffs. Letonia y Lituania derrotaron a Polonia, mientras que los otros cinco equipos de la competición cayeron ante los polacos. Con Lituania invicta y Polonia y Letonia empatadas con un récord de 5-2, la derrota ante Letonia fue decisiva para llevar a Polonia al tercer lugar y al bronce.

### EuroBasket 1946
Debido a la Segunda Guerra Mundial, el siguiente campeonato europeo de baloncesto fue el EuroBasket de 1946 en Ginebra. Los polacos empezaron bien, con una victoria sobre Luxemburgo. Luego perdieron sus dos siguientes partidos de la ronda preliminar ante Italia y Hungría para terminar en tercer lugar del grupo de cuatro equipos. Ese resultado los colocó en la semifinal de la clasificación del séptimo al décimo lugar, donde volvieron a perder, esta vez ante Bélgica. En el playoff por el noveno y décimo puesto, Polonia derrotó a Inglaterra.

### EuroBasket 1947
El EuroBasket volvió al calendario de años impares con el EuroBasket de 1947 en Praga. Polonia ocupó el segundo lugar en su grupo preliminar, perdiendo solo ante Checoslovaquia, eventual medallista de plata, en camino a un récord de 2-1. Luego terminaron 1-2 en su grupo de semifinales, cayendo ante el equipo de la Unión Soviética con medalla de oro y Egipto con medalla de bronce. Esto puso a Polonia en un repechaje por el quinto y sexto lugar contra Francia, que había estado 1-2 en el grupo de semifinales opuesto. Francia ganó, 62-29.

### EuroBasket 1955
Después de una pausa de 8 años, Polonia regresó al EuroBasket de 1955 en Budapest. Rápidamente demostraron que todavía podían jugar en el campo europeo, ganando los cuatro partidos de la ronda preliminar para avanzar a la ronda final. A pesar de su mediocre récord de 3-4 en esa ronda, los polacos habían demostrado que podían ser efectivos contra los mejores del grupo europeo con una victoria por 72-68 sobre Checoslovaquia, eventual subcampeona. Finalmente terminaron quinto en la general de los 18 equipos del torneo.

### EuroBasket 1957
Dos años más tarde, en Sofía, Polonia, compitió en el EuroBasket 1957. A pesar de estar clasificados en el mismo grupo preliminar que la Unión Soviética, los polacos terminaron 2-1 en el round robin y avanzaron a la ronda final. Allí perdieron sus primeros seis de siete partidos en esa ronda, consiguiendo su primera victoria en el último partido de la ronda, contra Francia para terminar el torneo en el séptimo lugar.

### EuroBasket 1963
Cinco años más tarde, la selección nacional acogió el EuroBasket de 1963 en Wroclaw. Tuvieron un comienzo rápido ganando su primer partido contra España 79–76. Cayeron ante la Unión Soviética en su siguiente partido. Pero finalmente corrió la tabla el resto del camino en su grupo de la ronda preliminar para terminar con un récord de 6-1 para avanzar. En las semifinales, los polacos derrotaron a Yugoslavia y se acercaron a la medalla de oro. Allí se enfrentaron nuevamente a la Unión Soviética y fueron dominados 61 a 45 para llevarse la plata.

### Juegos Olímpicos de 1964
Como subcampeones del EuroBasket en los Juegos Olímpicos de Tokio 1964, los polacos tuvieron un comienzo impresionante, ya que terminaron terceros de ocho en la ronda preliminar. En general, terminaron sexto de 16, por delante de Yugoslavia, Uruguay y México, que eran equipos importantes en el escenario mundial en ese momento.

### Copa del Mundo de 1967
La Copa del Mundo de 1967 fue la primera aparición de la selección nacional en el torneo mundial. El equipo terminó 2-1 en su grupo preliminar, con victorias contra Paraguay y Puerto Rico para avanzar a la ronda final. Allí terminaron su primer viaje a la Copa del Mundo con un récord deficiente de 2 a 4, quedando quinto en el evento.

### Juegos Olímpicos de 1968
Al igual que en los últimos Juegos Olímpicos en Tokio, los polacos terminaron la ronda preliminar en el evento de 1968 en la Ciudad de México con un récord ganador. En general, terminaron sextos entre 16. Al igual que en el EuroBasket de 1967, Polonia venció a Bulgaria, logrando su victoria más reñida del torneo.

### Séptimo cielo (1987-1997)
De 1987 a 1997, la selección nacional sólo logró clasificarse para el Campeonato de Europa de Baloncesto tres de seis posibles. Terminaron en séptimo lugar en cada torneo en 1987, 1991 y 1997. Aunque después de 1997 Polonia no lograría clasificarse para la máxima cita europea del baloncesto durante la siguiente década.

### El lapso de 10 años
Después de años de clasificaciones fallidas, Polonia finalmente regresó al EuroBasket en el torneo de 2007. Fue un logro bastante inesperado para los polacos. Pero en general no hicieron mucho ruido. Debido a una lesión, muchos jugadores clave, incluidos Michał Ignerski y Maciej Lampe, no compitieron en el evento. Los polacos perdieron los 3 partidos, pero incluso en la derrota se mantuvieron competitivos perdiendo sólo por 8 ante un equipo francés muy respetado y por 9 ante el equipo italiano.

### EuroBasket 2009
Los Blancos y Rojos fueron anfitriones del EuroBasket 2009, siendo la primera vez que el equipo nacional se clasifica para torneos EuroBasket consecutivos desde mediados de los años 1980. Tuvieron un comienzo impresionante al derrotar a Bulgaria en el primer juego 90–78. El equipo siguió con otra gran actuación contra Lituania 86–75, antes de perder su último partido en el juego preliminar contra Turquía. Con un récord de 2-1, el equipo pudo avanzar a la segunda ronda. Allí, el equipo se quedó corto en el juego de grupo con un récord de 1 a 4 y un noveno lugar en la general del evento.

### Años posteriores (2010-2019)
Después de 2009, la selección nacional se clasificó para todos los EuroBasket de la década de 2010. Pero solo una vez lograron terminar en la mitad superior del torneo: en 2015.

### Copa del Mundo 2019
En 2019, la selección nacional se clasificó para el Mundial. Fue su primera clasificación para un evento mundial desde los Juegos Olímpicos de 1980 en Moscú. Durante la Copa Mundial FIBA 2019, Polonia fue incluida en un grupo con los favoritos del grupo China, Costa de Marfil y Venezuela. Después de una convincente victoria sobre Venezuela, Polonia derrotó a los anfitriones 79-76 frente a una multitud a máxima capacidad en Beijing. Polonia estaba abajo 72-69 con 15 segundos restantes antes de que el centro chino de la NBA, Zhou Qi, cometiera 2 pérdidas de balón seguidas, lo que permitió a Polonia enviar el juego a tiempo extra. Aaron Cel hizo una bandeja para poner a Polonia arriba 78-76 y la sorpresa quedó sellada cuando Yi Jianlian falló el tiro que empató el juego. Polonia terminó 3-0 en su grupo y pasó a la siguiente ronda, donde derrotó a Rusia 79-74 antes de perder ante Argentina. En los cuartos de final se enfrentaron a la eventual campeona España y perdieron por poco 90-78, terminando el torneo en octavo lugar.

### EuroBasket 2022
En la clasificación para el EuroBasket 2022, Jeremy Sochan se convirtió en el jugador más joven en jugar con la selección nacional de Polonia. En su primer partido, lideró a Polonia sobre Rumania 88-81. Jugó 29 minutos en los que anotó 18 puntos, incluyendo una jugada de cuatro puntos (3 puntos más falta y tiro libre) al final y un tapón decisivo. El Orly jugó en el Grupo D disputado en Praga. Polonia comenzó con una victoria sobre el coanfitrión República Checa por 99-84. Pero en su segundo partido, cayeron ante Finlandia por 89-59. Posteriormente volvieron con fuerza con su segunda victoria sobre Israel por 85-76. Ganaron en su cuarto partido contra Países Bajos 75-69. Pero en el quinto y último partido preliminar, perdió ante Serbia por 96-69. En la fase eliminatoria, comenzaron su campaña en la Fase Final en octavos de final con una victoria sobre Ucrania por 93-86. En cuartos de final, sorprendieron a Eslovenia al ganar 90-87. Pero en las semifinales no pudieron alcanzarlos y perdieron ante Francia por 54-95. En el partido por el tercer puesto, Polonia se quedó atrás ante Alemania y perdió por 69-82. Polonia terminó cuarta en la clasificación final, lo que se convirtió en el buen resultado de Polonia por primera vez desde 1967.

### EuroBasket 2025
Polonia será coanfitrión del EuroBasket 2025 después de poder sustituir a Ucrania. Polonia está jugando actualmente en las eliminatorias a pesar de haber obtenido ya una clasificación automática como coanfitrión. Los partidos se disputarán en el Spodek de Katowice.

## Plantilla
- Lista de jugadores convocados que disputaron el Torneo de Preclasificación Olímpica FIBA 2023.[22]

| Polonia                  | Polonia                 | Polonia | Polonia | Polonia | Polonia                  |
| Num                      | Jugador                 | Pos     | Altura  | Edad    | Equipo                   |
| ------------------------ | ----------------------- | ------- | ------- | ------- | ------------------------ |
| 0                        | Andrzej Pluta           | A       | 1,98 m  | 23      | Asseco Arka Gdynia       |
| 1                        | Jarosław Zyskowski      | AP      | 2,03 m  | 31      | Trefl Sopot              |
| 2                        | Olek Balcerowski        | P       | 2,15 m  | 22      | Panathinaikos            |
| 3                        | Michał Sokołowski       | A       | 1,96 m  | 30      | GeVi Napoli              |
| 7                        | Igor Miličić Jr.        | A       | 2,02 m  | 20      | UNC Charlotte            |
| 9                        | Mateusz Ponitka         | A       | 1,98 m  | 29      | Partizan                 |
| 12                       | Mikołaj Witliński       | P       | 2,07 m  | 27      | Trefl Sopot              |
| 23                       | Michał Michalak         | E       | 1,97 m  | 29      | Stal Ostrów Wielkopolski |
| 28                       | Przemysław Żołnierewicz | E       | 1,96 m  | 28      | Stelmet Zielona Góra     |
| 30                       | Jakub Garbacz           | E       | 1,97 m  | 29      | Anwil Włocławek          |
| 41                       | Geoff Groselle          | P       | 2,13 m  | 30      | Legia Warszawa           |
| 77                       | Jakub Nizioł            | A       | 1,98 m  | 27      | Śląsk Wrocław            |
| Entrenador: Igor Miličić |                         |         |         |         |                          |

## Partidos

### Próximos encuentros
| Fecha                   | Ciudad                         | Competición                     | Local                |                                 | Resultado |                                | Visitante           |
| ----------------------- | ------------------------------ | ------------------------------- | -------------------- | ------------------------------- | --------- | ------------------------------ | ------------------- |
| 23 de febrero de 2023   | Sosnowiec                      | Clasificatorio EuroBasket 2025  | Polonia              | Bandera de Polonia              | 87:72     | Bandera de Austria             | Austria             |
| 26 de febrero de 2023   | Friburgo                       | Clasificatorio EuroBasket 2025  | Suiza                | Bandera de Suiza                | 70:80     | Bandera de Polonia             | Polonia             |
| 13 de agosto de 2023    | Gliwice                        | Preclasificatorio Olímpico 2023 | Polonia              | Bandera de Polonia              | 83:81     | Bandera de Hungría             | Hungría             |
| 14 de agosto de 2023    | Gliwice                        | Preclasificatorio Olímpico 2023 | Bosnia y Herzegovina | Bandera de Bosnia y Herzegovina | 76:85     | Bandera de Polonia             | Polonia             |
| 16 de agosto de 2023    | Gliwice                        | Preclasificatorio Olímpico 2023 | Portugal             | Bandera de Portugal             | 65:78     | Bandera de Polonia             | Polonia             |
| 18 de agosto de 2023    | Gliwice                        | Preclasificatorio Olímpico 2023 | Polonia              | Bandera de Polonia              | 93:83     | Bandera de Estonia             | Estonia             |
| 20 de agosto de 2023    | Gliwice                        | Preclasificatorio Olímpico 2023 | Bosnia y Herzegovina | Bandera de Bosnia y Herzegovina | 72:76     | Bandera de Polonia             | Polonia             |
| 23 de febrero de 2024   | Vilna                          | Clasificatorio EuroBasket 2025  | Lituania             | Bandera de Lituania             | :         | Bandera de Polonia             | Polonia             |
| 26 de febrero de 2024   | Sosnowiec                      | Clasificatorio EuroBasket 2025  | Polonia              | Bandera de Polonia              | :         | Bandera de Macedonia del Norte | Macedonia del Norte |
| 3 de julio de 2024      | Valencia                       | Torneo Preolímpico FIBA 2024    | Bahamas              | Bandera de Bahamas              | :         | Bandera de Polonia             | Polonia             |
| 4 de julio de 2024      | Valencia                       | Torneo Preolímpico FIBA 2024    | Polonia              | Bandera de Polonia              | :         | Bandera de Finlandia           | Finlandia           |
| 21 de noviembre de 2024 | Bandera de Polonia             | Clasificatorio EuroBasket 2025  | Polonia              | Bandera de Polonia              | :         | Bandera de Estonia             | Estonia             |
| 24 de noviembre de 2024 | Bandera de Estonia             | Clasificatorio EuroBasket 2025  | Estonia              | Bandera de Estonia              | :         | Bandera de Polonia             | Polonia             |
| 21 de febrero de 2025   | Bandera de Polonia             | Clasificatorio EuroBasket 2025  | Polonia              | Bandera de Polonia              | :         | Bandera de Lituania            | Lituania            |
| 24 de febrero de 2025   | Bandera de Macedonia del Norte | Clasificatorio EuroBasket 2025  | Macedonia del Norte  | Bandera de Macedonia del Norte  | :         | Bandera de Polonia             | Polonia             |

## Entrenadores
| - Walenty Kłyszejko: 1936–1939 - Józef Pachla & Mieczysław Piotrowski: 1946 - Józef Pachla: 1947–1948 - Walenty Kłyszejko & Jerzy Patrzykont: 1949 - Tadeusz Ulatowski: 1950 - Władysław Maleszewski: 1950–1953 - Tadeusz Ulatowski & Jan Rudelski: 1953 - Andrzej Kulesza & Romuald Markowski: 1954 - Władysław Maleszewski & Jerzy Patrzykont: 1955 - Zygmunt Olesiewicz: 1956 - Jan Rudelski: 1957 - Jan Rudelski & Jerzy Patrzykont: 1958 |  | - Zygmunt Olesiewicz & Jerzy Lelonkiewicz: 1959 - Zygmunt Olesiewicz: 1960 - Jerzy Lelonkiewicz: 1961 - Zygmunt Olesiewicz: 1961 - Witold Zagórski: 1961–1975 - Jerzy Świątek: 1977–1979 - Stefan Majer: 1980 - Jerzy Świątek: 1981–1983 - Andrzej Kuchar: 1984–1987 - Arkadiusz Koniecki: 1987–1992 - Tadeusz Aleksandrowicz: 1993 - Eugeniusz Kijewski: 1993–1998 |  | - Piotr Langosz: 1998–2000 - Dariusz Szczubiał: 2000–2003 - Andrzej Kowalczyk: 2003–2004 - Veselin Matić: 2004–2006 - Andrej Urlep: 2006–2008 - Muli Katzurin: 2008–2010 - Igor Griszczuk: 2010–2011 - Aleš Pipan: 2011–2013 - Dirk Bauermann: 2013–2014 - Mike Taylor: 2014–2021 - Igor Miličić: 2021–presente |

## Jugadores destacados
| - Jerzy Binkowski - Zbigniew Dregier - Kazimierz Frelkiewicz - Edward Jurkiewicz - Eugeniusz Kijewski - Grzegorz Korcz - Wiesław Langiewicz |  | - Bohdan Likszo - Mieczysław Łopatka - Mieczysław Młynarski - Jerzy Piskun - Andrzej Pstrokoński - Krzysztof Sitkowski - Paweł Stok |  | - Janusz Wichowski - Adam Wójcik - Dariusz Zelig - Dariusz Parzeński - Maciej Zieliński - Andrzej Pluta - Marcin Gortat |

## Plantillas anteriores
- Juegos Olímpicos 1936: finalizó 4° de 21 equipos.

Zdzisław Filipkiewicz, Florian Grzechowiak, Zdzisław Kasprzak, Jakub Kopf, Ewaryst Łój, Janusz Patrzykont, Andrzej Pluciński, Zenon Różycki, Paweł Stok, Edward Szostak. Entrenador: Walenty Kłyszejko
- EuroBasket 1937: finalizó 4° de 8 equipos.

Michał Czajczyk, Stefan Gendera, Florian Grzechowiak, Zdzisław Kasprzak, Janusz Patrzykont, Andrzej Pluciński, Zbigniew Resich, Zenon Różycki, Jarosław Śmigielski, Paweł Stok. Entrenador: Walenty Kłyszejko
- EuroBasket 1939: finalizó 3°  de 8 equipos.

Jerzy Gregołajtis, Bohdan Bartosiewicz, Jarosław Śmigielski, Zbigniew Resich, Florian Grzechowiak, Stanisław Pawłowski, Paweł Stok, Jerzy Rossudowski, Zdzislaw Kasprzak, Ewaryst Loj, Włodzimierz Pławczyk. Entrenador: Walenty Kłyszejko
- EuroBasket 1946: finalizó 9° de 10 equipos.

Zbigniew Resich, Rościsław Iwanow-Ruszkiewicz, Jacek Arlet, Jarosław Śmigielski, Franciszek Szymura, Florian Grzechowiak, Edward Jarczyński, Paweł Stok, Zdzisław Kasprzak, Władysław Maleszewski. Entrenador: Józef Pachla
- EuroBasket 1947: finalizó 6° de 14 equipos.

Józef Żyliński, Ludwik Barszczewski, Bohdan Bartosiewicz, Jacek Arlet, Jerzy Dowgird, Edward Jarczyński, Henryk Jaźnicki, Paweł Stok, Romuald Markowski, Zbigniew Resich, Tadeusz Ulatowski, Władysław Maleszewski. Entrenador: Józef Pachla
- EuroBasket 1955: finalizó 5° de 18 equipos.

Leszek Kamiński, Witold Zagórski, Wincent Wawro, Jerzy Sterenga, Mieczysław Feglerski, Jerzy Mlynarczyk, Bohdan Przywarski, Sławomir Złotkiewicz, Jędrzej Bednarowicz, Stefan Wojcik, Andrzej Nartowski, Tadeusz Pacuła, Władysław Pawlak, Ryszard Olszewski. Entrenador: Władysław Maleszewski
- EuroBasket 1957: finalizó 7° de 16 equipos.

Wincent Wawro, Janusz Wichowski, Andrzej Pstrokoński, Andrzej Nartowski, Mieczysław Feglerski, Ryszard Olszewski, Krzysztof Sitkowski, Władysław Pawlak, Jerzy Młynarczyk, Stefan Wojcik, Zdzisław Skrzeczkowski, Tadeusz Pacuła. Entrenador: Władysław Maleszewski
- EuroBasket 1959: finalizó 6° de 17 equipos.

Jerzy Piskun, Janusz Wichowski, Andrzej Pstrokoński, Andrzej Nartowski, Bohdan Przywarski, Ryszard Olszewski, Krzysztof Sitkowski, Władysław Pawlak, Jerzy Młynarczyk, Zbigniew Dregier, Zenon Matysik, Tadeusz Pacuła. Entrenador: Zygmunt Olesiewicz
- Juegos Olímpicos 1960: finalizó 7° de 16 equipos.

Jerzy Piskun, Janusz Wichowski, Andrzej Pstrokoński, Andrzej Nartowski, Jerzy Młynarczyk, Ryszard Olszewski, Krzysztof Sitkowski, Mieczysław Łopatka, Bohdan Przywarski, Zbigniew Dregier, Dariusz Świerczewski, Tadeusz Pacuła. Entrenador: Zygmunt Olesiewicz
- EuroBasket 1961: finalizó 9° de 19 equipos.

Janusz Wichowski, Andrzej Pstrokoński, Jerzy Piskun, Jerzy Młynarczyk, Ryszard Olszewski, Krzysztof Sitkowski, Władysław Pawlak, Zygmunt Wysocki, Ryszard Niewodowski, Leszek Arent, Andrzej Nartowski, Stanisław Olejniczak. Entrenador: Witold Zagórski
- EuroBasket 1963: finalizó 2°  de 16 equipos.

Janusz Wichowski, Andrzej Pstrokoński, Leszek Arent, Wiesław Langiewicz, Stanisław Olejniczak, Krzysztof Sitkowski, Jerzy Piskun, Bohdan Likszo, Mieczysław Łopatka, Kazimierz Frelkiewicz, Andrzej Nartowski, Zbigniew Dregier. Entrenador: Witold Zagórski
- Juegos Olímpicos 1964: finalizó 6° de 16 equipos.

Janusz Wichowski, Andrzej Pstrokoński, Tadeusz Blauth, Andrzej Perka, Stanisław Olejniczak, Krzysztof Sitkowski, Jerzy Piskun, Bohdan Likszo, Mieczysław Łopatka, Kazimierz Frelkiewicz, Krystian Czernichowski, Zbigniew Dregier. Entrenador: Witold Zagórski
- EuroBasket 1965: finalizó 3°  de 16 equipos.

Janusz Wichowski, Andrzej Pstrokoński, Czesław Malec, Andrzej Perka, Stanisław Olejniczak, Wiesław Langiewicz, Jerzy Piskun, Bohdan Likszo, Mieczysław Łopatka, Kazimierz Frelkiewicz, Edward Grzywna, Zbigniew Dregier. Entrenador: Witold Zagórski
- Campeonato Mundial 1967: finalizó 5° de 13 equipos.

Janusz Wichowski, Włodzimierz Trams, Czesław Malec, Henryk Cegielski, Igor Oleszkiewicz, Wiesław Langiewicz, Andrzej Chmarzynski, Bohdan Likszo, Mieczysław Łopatka, Kazimierz Frelkiewicz, Bolesław Kwiatkowski, Zbigniew Dregier. Entrenador: Witold Zagórski
- EuroBasket 1967: finalizó 3°  de 16 equipos.

Mirosław Kuczyński, Włodzimierz Trams, Czesław Malec, Henryk Cegielski, Maciej Chojnacki, Waldemar Kozak, Grzegorz Korcz, Bohdan Likszo, Mieczysław Łopatka, Kazimierz Frelkiewicz, Bolesław Kwiatkowski, Zbigniew Dregier. Entrenador: Witold Zagórski
- Juegos Olímpicos 1968: finalizó 6° de 16 equipos.

Grzegorz Korcz, Włodzimierz Trams, Czesław Malec, Henryk Cegielski, Andrzej Kasprzak, Edward Jurkiewicz, Adam Niemiec, Bohdan Likszo, Mieczysław Łopatka, Kazimierz Frelkiewicz, Bolesław Kwiatkowski, Andrzej Pasiorowski. Entrenador: Witold Zagórski
- EuroBasket 1969: finalizó 4° de 12 equipos.

Marek Ladniak, Włodzimierz Trams, Jan Dolczewski, Henryk Cegielski, Andrzej Seweryn, Edward Jurkiewicz, Adam Niemiec, Bohdan Likszo, Waldemar Kozak, Bolesław Kwiatkowski, Krzysztof Gula, Grzegorz Korcz. Entrenador: Witold Zagórski
- EuroBasket 1971: finalizó 4° de 12 equipos.

Marek Ladniak, Grzegorz Korcz, Jan Dolczewski, Henryk Cegielski, Andrzej Seweryn, Edward Jurkiewicz, Jerzy Frolow, Janusz Cegliński, Waldemar Kozak, Mirosław Kalinowski, Eugeniusz Durejko, Zbigniew Jedlinski. Entrenador: Witold Zagórski
- Juegos Olímpicos 1972: finalizó 10° de 16 equipos.

Andrzej Pasiorowski, Grzegorz Korcz, Jan Dolczewski, Franciszek Niemiec, Andrzej Seweryn, Waldemar Kozak, Andrzej Kasprzak, Janusz Cegliński, Mieczysław Łopatka, Ryszard Białowąs, Eugeniusz Durejko, Piotr Langosz. Entrenador: Witold Zagórski
- EuroBasket 1973: finalizó 12° de 12 equipos.

Andrzej Pasiorowski, Grzegorz Korcz, Jan Dolczewski, Jerzy Plebanek, Andrzej Seweryn, Tomasz Tybinkowski, Tadeusz Grygiel, Janusz Cegliński, Jacek Kalinowski, Zdzisław Myrda, Eugeniusz Durejko, Piotr Langosz. Entrenador: Witold Zagórski
- EuroBasket 1975: finalizó 8° de 12 equipos.

Tadeusz Grygiel, Tomasz Garlinski, Piotr Langosz, Franciszek Niemiec, Andrzej Seweryn, Edward Jurkiewicz, Adam Gardzina, Wojciech Fiedorczuk, Marek Ladniak, Zdzisław Myrda, Eugeniusz Durejko, Dariusz Kwiatkowski. Entrenador: Witold Zagórski
- EuroBasket 1979: finalizó 7° de 12 equipos.

Dariusz Zelig, Zbigniew Kudlacz, Wojciech Rosiński, Eugeniusz Kijewski, Andrzej Seweryn, Tomasz Garlinski, Leszek Chudeusz, Justyn Węglorz, Mieczysław Młynarski, Zdzisław Myrda, Ryszard Prostak, Krzysztof Fikiel. Entrenador: Jerzy Świątek
- Juegos Olímpicos 1980: finalizó 7° de 12 equipos.

Dariusz Zelig, Leszek Doliński, Wojciech Rosiński, Eugeniusz Kijewski, Jerzy Bińkowski, Marcin Michalski, Ireneusz Mulak, Justyn Węglorz, Mieczysław Młynarski, Zdzisław Myrda, Ryszard Prostak, Krzysztof Fikiel. Entrenador: Stefan Majer
- EuroBasket1981: finalizó 7° de 12 equipos.

Dariusz Zelig, Dariusz Szczubial, Wojciech Rosinski, Eugeniusz Kijewski, Zbigniew Bogucki, Jerzy Binkowski, Miroslaw Boryca, Justyn Weglorz, Mieczyslaw Mlynarski, Jaroslaw Jechorek, Ryszard Prostak, Krzysztof Fikiel. Entrenador: Jerzy Świątek
- EuroBasket1983: finalizó 9° de 12 equipos.

Dariusz Zelig, Stanisław Reschke, Stanisław Kiełbik, Eugeniusz Kijewski, Jarosław Jęchorek, Jerzy Bińkowski, Ireneusz Mulak, Justyn Węglorz, Mieczysław Młynarski, Zbigniew Bogucki, Ryszard Prostak, Krzysztof Fikiel. Entrenador: Jerzy Świątek
- EuroBasket 1985: finalizó 11° de 12 equipos.

Dariusz Zelig, Dariusz Szczubiał, Andrzej Żurawski, Marek Sobczyński, Jarosław Jęchorek, Jerzy Bińkowski, Ireneusz Mulak, Justyn Węglorz, Adam Fiedler, Henryk Wardach, Jarosław Zyskowski, Krzysztof Fikiel. Entrenador: Andrzej Kuchar
- EuroBasket 1987: finalizó 7° de 12 equipos.

Dariusz Zelig, Ryszard Prostak, Mirosław Boryca, Marek Sobczyński, Jarosław Jęchorek, Jerzy Bińkowski, Dariusz Szczubiał, Dariusz Kobylański, Adam Fiedler, Jerzy Kołodziejczak, Henryk Wardach, Krzysztof Fikiel. Entrenador: Andrzej Kuchar
- EuroBasket 1991: finalizó 7° de 8 equipos.

Dariusz Zelig, Maciej Zieliński, Wojciech Królik, Piotr Baran, Jarosław Marcinkowski, Jerzy Bińkowski, Dariusz Szczubiał, Adam Wójcik, Jarosław Jechorek, Jacek Duda, Mariusz Bacik, Tomasz Torgowski. Entrenador: Arkadiusz Koniecki
- EuroBasket 1997: finalizó 7° de 16 equipos.

Robert Kościuk, Andrzej Pluta, Krzysztof Mila, Jarosław Darnikowski, Dominik Tomczyk, Maciej Zieliński, Adam Wójcik, Tomasz Jankowski, Piotr Szybilski, Rafał Bigus, Mariusz Bacik, Krzysztof Dryja. Entrenador: Eugeniusz Kijewski
- EuroBasket 2007: finalizó 13° de 16 equipos.

Bartłomiej Wołoszyn, Andrzej Pluta, Robert Skibniewski, Robert Witka, Filip Dylewicz, Radosław Hyży, Adam Wójcik, Kamil Pietras, Szymon Szewczyk, Iwo Kitzinger, Przemysław Frasunkiewicz, Łukasz Koszarek. Entrenador: Andrej Urlep
- EuroBasket 2009: finalizó 9° de 16 equipos.

Maciej Lampe, Krzysztof Roszyk, Michał Chyliński, Krzysztof Szubarga, Robert Skibniewski, Szymon Szewczyk, Adam Wójcik, Michał Ignerski, David Logan, Marcin Gortat, Robert Witka, Łukasz Koszarek. Entrenador: Muli Katzurin
- EuroBasket 2011: finalizó 17° de 24 equipos.

Dardan Berisha, Adam Łapeta, Robert Skibniewski, Adam Waczyński, Piotr Pamuła, Paweł Leończyk, Szymon Szewczyk, Thomas Kelati, Piotr Szczotka, Łukasz Wiśniewski, Adam Hrycaniuk, Łukasz Koszarek. Entrenador: Aleš Pipan
- EuroBasket 2013: finalizó 21° de 24 equipos.

Przemysław Karnowski, Thomas Kelati, Maciej Lampe, Krzysztof Szubarga, Michał Chyliński, Przemysław Zamojski, Mateusz Ponitka, Michał Ignerski, Adam Waczyński, Marcin Gortat, Adam Hrycaniuk, Łukasz Koszarek. Entrenador: Dirk Bauermann
- EuroBasket 2015: finalizó 11° de 24 equipos.

Aleksander Czyż, Aaron Cel, A.J. Slaughter, Damian Kulig, Mateusz Ponitka, Adam Waczyński, Marcin Gortat, Łukasz Koszarek, Przemysław Zamojski, Przemysław Karnowski, Karol Gruszecki, Robert Skibniewski. Entrenador: Mike Taylor
- EuroBasket 2017: finalizó 18° de 24 equipos.

Michał Sokołowski, Aaron Cel, A.J. Slaughter, Damian Kulig, Przemysław Zamojski, Mateusz Ponitka, Adam Waczyński, Łukasz Koszarek, Tomasz Gielo, Przemek Karnowski, Karol Gruszecki, Adam Hrycaniuk. Entrenador: Mike Taylor
- Copa Mundial 2019: finalizó 8° de 32 equipos.

Aleksander Balcerowski, Michał Sokołowski, Aaron Cel, A.J. Slaughter, Mateusz Ponitka, Adam Waczyński, Dominik Olejniczak, Kamil Łączyński, Karol Gruszecki, Adam Hrycaniuk, Łukasz Koszarek, Damian Kulig. Entrenador: Mike Taylor
- Torneo Preolímpico 2020 (Kaunas): finalizó 4° de 6 equipos.

Jarosław Zyskowski, Aleksander Balcerowski, Michał Sokołowski, Aaron Cel, A.J. Slaughter, Mateusz Ponitka, Łukasz Kolenda, Michał Michalak, Jakub Garbacz, Adam Hrycaniuk, Łukasz Koszarek, Damian Kulig. Entrenador: Mike Taylor
- EuroBasket 2022: finalizó 4° de 24 equipos.

Jarosław Zyskowski, Aleksander Balcerowski, Michał Sokołowski, Aaron Cel, A.J. Slaughter, Mateusz Ponitka, Łukasz Kolenda, Aleksander Dziewa, Dominik Olejniczak, Michał Michalak, Jakub Garbacz, Jakub Schenk. Entrenador: Igor Miličić

## Historial

### Copa Mundial
Resultado General: 34.º puesto
| Copa Mundial de Baloncesto |
| --- |
| - 1950: No calificó - 1954: No calificó - 1959: No calificó - 1963: No calificó - 1967: 5° Lugar - 1970: No calificó - 1974: No calificó - 1978: No calificó - 1982: No calificó - 1986: No calificó - 1990: No calificó - 1994: No calificó - 1998: No calificó - 2002: No calificó - 2006: No calificó - 2010: No calificó - 2014: No calificó - 2019: 8° Lugar - 2023: No calificó - 2027: TBD |

### Juegos Olímpicos
| Baloncesto en los Juegos Olímpicos |
| --- |
| - Berlín 1936: 4° Lugar - Londres 1948: No calificó - Helsinki 1952: No calificó - Melbourne 1956: No calificó - Roma 1960: 7° Lugar - Tokio 1964: 6° Lugar - México 1968: 6° Lugar - Múnich 1972: 10° Lugar - Montreal 1976: No calificó - Moscú 1980: 7° Lugar - Los Ángeles 1984: No calificó - Seúl 1988: No calificó - Barcelona 1992: No calificó - Atlanta 1996: No calificó - Sídney 2000: No calificó - Atenas 2004: No calificó - Pekín 2008: No calificó - Londres 2012: No calificó - Río 2016: No calificó - Tokio 2020: No calificó - París 2024: No calificó |

### EuroBasket
| EuroBasket |
| --- |
| - 1935: No participó - 1937: 4° Lugar - 1939: - 1946: 9° Lugar - 1947: 6° Lugar - 1949: No participó - 1951: No participó - 1953: No participó - 1955: 5° Lugar - 1957: 7° Lugar - 1959: 6° Lugar - 1961: 9° Lugar - 1963: - 1965: - 1967: - 1969: 4° Lugar - 1971: 4° Lugar - 1973: 12° Lugar - 1975: 8° Lugar - 1977: No participó - 1979: 7° Lugar - 1981: 7° Lugar - 1983: 9° Lugar - 1985: 11° Lugar - 1987: 7° Lugar - 1989: No participó - 1991: 7° Lugar - 1993: No participó - 1995: No participó - 1997: 7° Lugar - 1999: No participó - 2001: No participó - 2003: No participó - 2005: No participó - 2007: 13° Lugar - 2009: 9° Lugar - 2011: 17° Lugar - 2013: 21° Lugar - 2015: 11° Lugar - 2017: 18° Lugar - 2022: 4° Lugar - 2025: TBD |

## Palmarés
- EuroBasket:
  -  Subcampeón (1): 1963
  -  Tercer lugar (3): 1939, 1965, 1967